# Exhalimolobos berlandieri
Exhalimolobos berlandieri är en korsblommig växtart som först beskrevs av Eugène Pierre Nicolas Fournier, och fick sitt nu gällande namn av Al-shehbaz och C. Donovan Bailey. Exhalimolobos berlandieri ingår i släktet Exhalimolobos och familjen korsblommiga växter. Inga underarter finns listade i Catalogue of Life.